# Lithophyllum
Genre
Synonymes
- Goniolithon Foslie, 1898[2]
- Hyperantherella Heydrich, 1900[2]
- Lithothamnium R.A.Philippi, 1837[2]
- Melobesia Heydrich, 1897[2]
- Perispermon Heydrich, 1900[2]
- Pseudolithophyllum Me.Lemoine, 1913[2]
- Stichospora Heydrich, 1900[2]
- Tenarea Bory de Saint-Vincent, 1832[2]

Lithophyllum est un genre d’algues rouges de la famille des Corallinaceae. Certaines espèces de ce genre sont considérées comme bioconstructrices (ex : Lithophyllum lichenoide,).

## Liste d'espèces
Selon AlgaeBase (25 août 2017) :
- Lithophyllum acanthinum Foslie
- Lithophyllum accedens Foslie
- Lithophyllum acrocamptum Heydrich
- Lithophyllum aequum Foslie
- Lithophyllum affine (Foslie) Foslie
- Lithophyllum almanense Me.Lemoine
- Lithophyllum alternans Me.Lemoine
- Lithophyllum amplostratum W.R.Taylor
- Lithophyllum andrussowii Foslie (Statut incertain)
- Lithophyllum aninae Foslie
- Lithophyllum atalayense Me.Lemoine
- Lithophyllum atlanticum T.Vieira-Pinto, M.C.Oliveira & P.A.Horta
- Lithophyllum azorum Me.Lemoine
- Lithophyllum bahrijense Bosence
- Lithophyllum bamleri (Heydrich) Heydrich
- Lithophyllum bathyporum Athanasiadis & D.L.Ballantine
- Lithophyllum belgicum Foslie
- Lithophyllum bipartitum Me.Lemoine
- Lithophyllum brachiatum (Heydrich) Me.Lemoine
- Lithophyllum byssoides (Lamarck) Foslie
- Lithophyllum cabiochiae (Boudouresque & Verlaque) Athanasiadis
- Lithophyllum californiense Heydrich
- Lithophyllum canariense Foslie
- Lithophyllum canescens (Foslie) Foslie
- Lithophyllum carpathicum Me.Lemoine (Statut incertain)
- Lithophyllum carpophylli (Heydrich) Heydrich
- Lithophyllum chamberlainianum Woelkerling & S.J.Campbell
- Lithophyllum coibense Me.Lemoine
- Lithophyllum complexum Me.Lemoine
- Lithophyllum congestum (Foslie) Foslie
- Lithophyllum continuum Me.Lemoine (Statut incertain)
- Lithophyllum corallinae (P.Crouan & H.Crouan) Heydrich
- Lithophyllum crassum Rosanoff
- Lithophyllum crouaniorum Foslie
- Lithophyllum cuneatum Keats
- Lithophyllum cystosirae (Hauck) Heydrich
- Lithophyllum decussatum (J.Ellis & Solander) Philippi
- Lithophyllum densum Lemoine (Statut incertain)
- Lithophyllum dentatum (Kützing) Foslie
- Lithophyllum depressum Villas-Boas, Figueiredo & Riosmena-Rodriguez
- Lithophyllum detrusum Foslie
- Lithophyllum dispar (Foslie) Foslie
- Lithophyllum divaricatum Me.Lemoine
- Lithophyllum dubium Me.Lemoine (Statut incertain)
- Lithophyllum dublancqui Me.Lemoine
- Lithophyllum elegans (Foslie) Foslie
- Lithophyllum esperi (Me.Lemoine) South & Tittley
- Lithophyllum falkandicum (Foslie) Foslie
- Lithophyllum fasciculatum (Lamarck) Foslie (Statut incertain)
- Lithophyllum fernandezianum Me.Lemoine
- Lithophyllum fetum Foslie
- Lithophyllum flavescens Keats
- Lithophyllum fulangasum J.H.Johnson & B.J.Ferris
- Lithophyllum ganeopsis W.H.Adey, R.A.Townsend & Boykins
- Lithophyllum geometricum Me.Lemoine
- Lithophyllum giraudyi Me.Lemoine
- Lithophyllum gracile Foslie
- Lithophyllum grumosum (Foslie) Foslie
- Lithophyllum hancockii E.Y.Dawson
- Lithophyllum hermaphroditum (Heydrich) Woelkerling
- Lithophyllum hibernicum Foslie
- Lithophyllum imitans Foslie
- Lithophyllum impressum Foslie
- Lithophyllum incrassatum (Foslie) Foslie (Statut incertain)
- Lithophyllum incrustans Philippi (espèce type)
- Lithophyllum inops Foslie (Statut incertain)
- Lithophyllum insipidum W.H.Adey, R.A.Townsend & Boykins
- Lithophyllum intermedium Foslie
- Lithophyllum ippolitoi P.Fravega, M.Piazza & G.Vannucci
- Lithophyllum irregulare (Foslie) P.Huvé ex Steentoft (Statut incertain)
- Lithophyllum irregulare W.Ishijima
- Lithophyllum irvineanum Woelkerling & S.J.Campbell
- Lithophyllum johansenii Woelkerling & S.J.Campbell
- Lithophyllum johnsonii Ishijima (Sans vérification)
- Lithophyllum kaiseri (Heydrich) Heydrich
- Lithophyllum kenjikonishii Woelkerling, Y.Iryu & D.Bassi
- Lithophyllum kotschyanum Foslie (Statut incertain)
- Lithophyllum kotschyanum Unger
- Lithophyllum laeve Kützing
- Lithophyllum leptothalloideum Pilger
- Lithophyllum lithophylloides Heydrich
- Lithophyllum lividum Me.Lemoine
- Lithophyllum lobatum Me.Lemoine
- Lithophyllum margaritae (Hariot) Heydrich
- Lithophyllum megacrustum J.H.Johnson & B.J.Ferris
- Lithophyllum mgarrense Bosence
- Lithophyllum neoatalayense Masaki
- Lithophyllum neocongestum J.J.Hernandez-Kantun, W.H.Adey & P.W.Gabrielson
- Lithophyllum nitorum W.H.Adey & P.J.Adey
- Lithophyllum okamurae Foslie
- Lithophyllum orbiculatum (Foslie) Foslie
- Lithophyllum otsukiensis Ishijima (Sans vérification)
- Lithophyllum pallescens (Foslie) Foslie
- Lithophyllum papillosum (Zanardini ex Hauck) Foslie
- Lithophyllum paradoxum Foslie
- Lithophyllum parvicellum J.H.Johnson & B.J.Ferris (Sans vérification)
- Lithophyllum perulatum (Gümbel) Foslie
- Lithophyllum pinguiense Heydrich
- Lithophyllum polycarpum Zanardini (Statut incertain)
- Lithophyllum polycephalum Foslie
- Lithophyllum prelichenoides Me.Lemoine
- Lithophyllum premoluccense Me.Lemoine
- Lithophyllum preprototypum Me.Lemoine
- Lithophyllum proboscideum (Foslie) Foslie
- Lithophyllum prototypum (Foslie) Foslie
- Lithophyllum pseudoplatyphyllum J.J.Hernandez-Kantun, W.H.Adey & P.W.Gabrielson
- Lithophyllum punctatum Foslie
- Lithophyllum pygmaeum (Heydrich) Heydrich
- Lithophyllum quadratum Ishijima (Sans vérification)
- Lithophyllum racemus (Lamarck) Foslie
- Lithophyllum reesei E.Y.Dawson
- Lithophyllum rileyi Me.Lemoine
- Lithophyllum riosmenae A.S.Harvey & Woelkerling
- Lithophyllum royoi Miranda (Statut incertain)
- Lithophyllum rugosum (Foslie) Me.Lemoine
- Lithophyllum sancti-georgei Me.Lemoine
- Lithophyllum shioense Foslie
- Lithophyllum sierra-blancae M.Howe
- Lithophyllum sigi Me.Lemoine
- Lithophyllum simile Foslie
- Lithophyllum simplex Me.Lemoine (Statut incertain)
- Lithophyllum skottsbergii Me.Lemoine
- Lithophyllum socotraense Basso, Caragnano, Le Gall & Rodondi
- Lithophyllum sphaeroides Me.Lemoine (Statut incertain)
- Lithophyllum stictiforme (Areschoug) Hauck
- Lithophyllum subantarcticum (Foslie) Foslie
- Lithophyllum subplicatum (Foslie) Basso, Caragnano, Le Gall & Rodondi
- Lithophyllum subreduncum Foslie
- Lithophyllum subtenellum (Foslie) Foslie
- Lithophyllum symetricum Me.Lemoine (Statut incertain)
- Lithophyllum tarentinum Mastrorilli (Statut incertain)
- Lithophyllum tasmanicum (Foslie) Foslie
- Lithophyllum tedeschii P.Fravega, M.Piazza & G.Vannucci
- Lithophyllum tenuicrustum J.H.Johnson & B.J.Ferris
- Lithophyllum thikombian J.H.Johnson & B.J.Ferris
- Lithophyllum tortuosum (Esper) Foslie
- Lithophyllum trinidadense Me.Lemoine
- Lithophyllum trochanter (Bory) H.Huvé (Sans vérification)
- Lithophyllum tuberculatum Foslie
- Lithophyllum tumidulum Foslie
- Lithophyllum uvaria (Michelin) Me.Lemoine
- Lithophyllum veleroae E.Y.Dawson
- Lithophyllum vickersiae Me.Lemoine
- Lithophyllum viennotii Me.Lemoine
- Lithophyllum yemenense Basso, Caragnano, Le Gall & Rodondi
- Lithophyllum yessoense Foslie

Selon BioLib (25 août 2017) :
- Lithophyllum byssoides
- Lithophyllum corallinae
- Lithophyllum fasciculatum
- Lithophyllum frondosum
- Lithophyllum fulangasum
- Lithophyllum grumosum
- Lithophyllum imitans
- Lithophyllum impressum
- Lithophyllum incrustans R. A. Philippi
- Lithophyllum intermedium
- Lithophyllum lichenare
- Lithophyllum lichenoides
- Lithophyllum megacrustum
- Lithophyllum papillosum
- Lithophyllum proboscideum
- Lithophyllum pustulatum
- Lithophyllum subtenellum
- Lithophyllum tenuicrustum
- Lithophyllum thikombian

Selon ITIS (25 août 2017) :
- Lithophyllum corallinae
- Lithophyllum fasciculatum
- Lithophyllum fulangasum
- Lithophyllum grumosum
- Lithophyllum imitans
- Lithophyllum impressum
- Lithophyllum incrustans R. A. Philippi
- Lithophyllum intermedium
- Lithophyllum lichenare
- Lithophyllum megacrustum
- Lithophyllum proboscideum
- Lithophyllum pustulatum
- Lithophyllum subtenellum
- Lithophyllum tenuicrustum
- Lithophyllum thikombian

Selon Paleobiology Database (25 août 2017) :
- Lithophyllum albanense
- Lithophyllum anguineum
- Lithophyllum bassanense
- Lithophyllum besalotos
- Lithophyllum bonyense
- Lithophyllum capederi
- Lithophyllum corculumis
- Lithophyllum dentatum
- Lithophyllum heteromorphum
- Lithophyllum incrustans
- Lithophyllum intumescens
- Lithophyllum kamptneri
- Lithophyllum lateporatum
- Lithophyllum ligusticum
- Lithophyllum lithothamnioides
- Lithophyllum maemongense
- Lithophyllum mengaudi
- Lithophyllum microsporum
- Lithophyllum minimum
- Lithophyllum munitum
- Lithophyllum nitorum
- Lithophyllum orbiculatum
- Lithophyllum perrandoi
- Lithophyllum prelichenoides
- Lithophyllum pustulatum
- Lithophyllum quadrangulum
- Lithophyllum quadratum
- Lithophyllum royoi
- Lithophyllum simplex
- Lithophyllum vicetinum

Selon World Register of Marine Species (25 août 2017) :
- Lithophyllum acanthinum Foslie, 1907
- Lithophyllum accedens Foslie, 1907
- Lithophyllum acrocamptum Heydrich, 1902
- Lithophyllum aequum Foslie, 1907
- Lithophyllum almanense Me.Lemoine, 1920
- Lithophyllum alternans Me.Lemoine, 1929
- Lithophyllum amplostratum W.R.Taylor, 1945
- Lithophyllum aninae Foslie, 1907
- Lithophyllum atalayense Me.Lemoine, 1920
- Lithophyllum atlanticum T.Vieira-Pinto, M.C.Oliveira & P.A.Horta, 2014
- Lithophyllum azorum Me.Lemoine, 1931
- Lithophyllum bahrijense Bosence, 1983
- Lithophyllum bamleri (Heydrich) Heydrich, 1897
- Lithophyllum bathyporum Athanasiadis & D.L.Ballantine, 2011
- Lithophyllum belgicum Foslie, 1909 †
- Lithophyllum bipartitum Me.Lemoine, 1931
- Lithophyllum brachiatum (Heydrich) Me.Lemoine, 1929
- Lithophyllum byssoides (Lamarck) Foslie, 1900
- Lithophyllum cabiochiae (Boudouresque & Verlaque) Athanasiadis, 1999
- Lithophyllum californiense Heydrich, 1901
- Lithophyllum canariense Foslie, 1905
- Lithophyllum canescens (Foslie) Foslie, 1905
- Lithophyllum carpathicum Me.Lemoine, 1934 †
- Lithophyllum carpophylli (Heydrich) Heydrich, 1897
- Lithophyllum cephaloides
- Lithophyllum chamberlainianum Woelkerling & S.J.Campbell, 1992
- Lithophyllum coibense Me.Lemoine, 1929
- Lithophyllum complexum Me.Lemoine, 1929
- Lithophyllum congestum (Foslie) Foslie, 1900
- Lithophyllum continuum Me.Lemoine, 1934 †
- Lithophyllum corallinae (P.Crouan & H.Crouan) Heydrich, 1897
- Lithophyllum crassum Rosanoff, 1866
- Lithophyllum crouaniorum Foslie, 1899
- Lithophyllum cuneatum Keats, 1995
- Lithophyllum cystoseirae (Hauck) Heydrich, 1897
- Lithophyllum decussatum (J.Ellis & Solander) Philippi, 1837
- Lithophyllum densum Lemoine, 1934 †
- Lithophyllum dentatum (Kützing) Foslie, 1900
- Lithophyllum depressum Villas-Boas, Figueiredo & Riosmena-Rodriguez, 2009
- Lithophyllum detrusum Foslie, 1906
- Lithophyllum dispar (Foslie) Foslie, 1909
- Lithophyllum divaricatum Me.Lemoine, 1929
- Lithophyllum dubium Me.Lemoine, 1934 †
- Lithophyllum dublancqui Me.Lemoine, 1918 †
- Lithophyllum duckerae Woelkerling, 1983
- Lithophyllum elegans (Foslie) Foslie, 1900
- Lithophyllum esperi (Me.Lemoine) South & Tittley
- Lithophyllum falkandicum (Foslie) Foslie, 1906
- Lithophyllum fasciculatum (Lamarck) Foslie, 1898
- Lithophyllum fernandezianum Me.Lemoine, 1920
- Lithophyllum fetum Foslie, 1907
- Lithophyllum flavescens Keats, 1997
- Lithophyllum geometricum Me.Lemoine, 1929
- Lithophyllum giraudii Me.Lemoine, 1918 †
- Lithophyllum gracile Foslie
- Lithophyllum grumosum (Foslie) Foslie, 1898
- Lithophyllum hancockii E.Y.Dawson, 1944
- Lithophyllum hermaphroditum (Heydrich) Woelkerling, 1991
- Lithophyllum hibernicum Foslie, 1906
- Lithophyllum imitans Foslie, 1909
- Lithophyllum impressum Foslie, 1905
- Lithophyllum incrustans Philippi, 1837
- Lithophyllum insipidum W.H.Adey, R.A.Townsend & Boykins, 1982
- Lithophyllum intermedium Foslie, 1906
- Lithophyllum ippolitoi P.Fravega, M.Piazza & G.Vannucci †
- Lithophyllum irregulare (Foslie) Huvé ex Steentoft
- Lithophyllum irvineanum Woelkerling & S.J.Campbell, 1992
- Lithophyllum johansenii Woelkerling & Campbell, 1992
- Lithophyllum johnsonii Ishijima, 1954 †
- Lithophyllum kenjikonishii Woelkerling, Y.Iryu & D.Bassi, 2013 †
- Lithophyllum koritzae Lemoine, 1924 †
- Lithophyllum kotschnyanum
- Lithophyllum kotschyanum Unger, 1858
- Lithophyllum laeve Kützing, 1847
- Lithophyllum lapidea Foslie, 1906
- Lithophyllum leptothalloideum Pilger
- Lithophyllum lichenare L.R.Mason, 1953
- Lithophyllum lithophylloides Heydrich, 1901
- Lithophyllum lividum Me.Lemoine, 1930
- Lithophyllum lobatum Me.Lemoine, 1929
- Lithophyllum margaritae (Hariot) Heydrich, 1901
- Lithophyllum marlothii
- Lithophyllum mediocre
- Lithophyllum mgarrense Bosence, 1983
- Lithophyllum neoatalayense Masaki, 1968
- Lithophyllum nitorum W.H.Adey & P.J.Adey, 1973
- Lithophyllum okamurae Foslie, 1900
- Lithophyllum oligocarpum Foslie, 1906
- Lithophyllum orbiculatum (Foslie) Foslie, 1900
- Lithophyllum otsukiensis Ishijima, 1954
- Lithophyllum pallescens (Foslie) Foslie, 1900
- Lithophyllum papillosum (Zanardini ex Hauck) Foslie, 1900
- Lithophyllum paradoxum Foslie, 1908
- Lithophyllum parvicellum J.H.Johnson & B.J.Ferris, 1949 †
- Lithophyllum perulatum (Gümbel) Foslie, 1898 †
- Lithophyllum pinguiense Heydrich, 1901
- Lithophyllum polycarpum Zanardini
- Lithophyllum polycephalum Foslie
- Lithophyllum prelichenoides Me.Lemoine, 1939 †
- Lithophyllum premoluccense Me.Lemoine, 1918 †
- Lithophyllum preprototypum Me.Lemoine, 1917 †
- Lithophyllum proboscideum (Foslie) Foslie, 1900
- Lithophyllum prototypum (Foslie) Foslie, 1905
- Lithophyllum punctatum Foslie, 1906
- Lithophyllum pygmaeum (Heydrich) Heydrich, 1897
- Lithophyllum quadratum Ishijima, 1954 †
- Lithophyllum racemus (Lamarck) Foslie, 1901
- Lithophyllum reesei E.Y.Dawson, 1960
- Lithophyllum retusum (Foslie) Foslie
- Lithophyllum rileyi Me.Lemoine, 1929
- Lithophyllum riosmenae A.S.Harvey & Woelkerling, 2009
- Lithophyllum royoi Miranda, 1935 †
- Lithophyllum rugosum (Foslie) Me.Lemoine, 1913
- Lithophyllum sancti-georgei Me.Lemoine, 1929
- Lithophyllum sargassi (Foslie) Foslie, 1906
- Lithophyllum saxicola Me.Lemoine, 1929
- Lithophyllum schmitzii Hariot, 1895
- Lithophyllum shioense Foslie, 1906
- Lithophyllum sierra-blancae M.Howe, 1934 †
- Lithophyllum sigi Me.Lemoine, 1939 †
- Lithophyllum simile Foslie, 1909
- Lithophyllum simplex Me.Lemoine, 1928 †
- Lithophyllum skottsbergii Me.Lemoine, 1920
- Lithophyllum solutum (Foslie) Me.Lemoine, 1915
- Lithophyllum sphaeroides Me.Lemoine, 1924 †
- Lithophyllum stephensonii (M.Lemoine)
- Lithophyllum stictaeforme (J.E. Areschoug) Hauck, 1877
- Lithophyllum subantarcticum (Foslie) Foslie, 1907
- Lithophyllum subreduncum Foslie
- Lithophyllum subtenellum (Foslie) Foslie, 1909
- Lithophyllum symetricum Me.Lemoine, 1927 †
- Lithophyllum tamiense (Heydrich) Verheij, 1994
- Lithophyllum tarentinum Mastrorilli
- Lithophyllum tasmanicum (Foslie) Foslie, 1908
- Lithophyllum tedeschii P.Fravega, M.Piazza & G.Vannucci, 1993 †
- Lithophyllum tenue Kjellman, 1889
- Lithophyllum tessellatum Me.Lemoine, 1930
- Lithophyllum torquescens Foslie, 1901
- Lithophyllum tortuosum (Esper) Foslie, 1900
- Lithophyllum trichotomum (Heydrich) Me.Lemoine, 1929
- Lithophyllum trinidadense Lemoine, 1917
- Lithophyllum trochanter (Bory de Saint-Vincent) H.Huvé
- Lithophyllum trochanter (Bory de Saint-Vincent) H.Huvé ex Woelkerling, 1998
- Lithophyllum tuberculatum Foslie, 1906
- Lithophyllum tumidulum Foslie, 1901
- Lithophyllum tumidum Foslie, 1901
- Lithophyllum uvaria Me.Lemoine, 1924 †
- Lithophyllum validum (Foslie) Foslie, 1909
- Lithophyllum vancouveriense Foslie, 1906
- Lithophyllum veleroae E.Y.Dawson, 1944
- Lithophyllum verrucosum (Foslie) Foslie, 1901
- Lithophyllum vickersiae Me.Lemoine, 1929
- Lithophyllum vickersii M.Lemoine
- Lithophyllum whidbeyense Foslie, 1906
- Lithophyllum yendoi (Foslie) Foslie, 1900
- Lithophyllum yessoense Foslie, 1909
- Lithophyllum zonatum Foslie, 1890
- Lithophyllum zostericola Foslie, 1900